# Лазарь (Баранович)

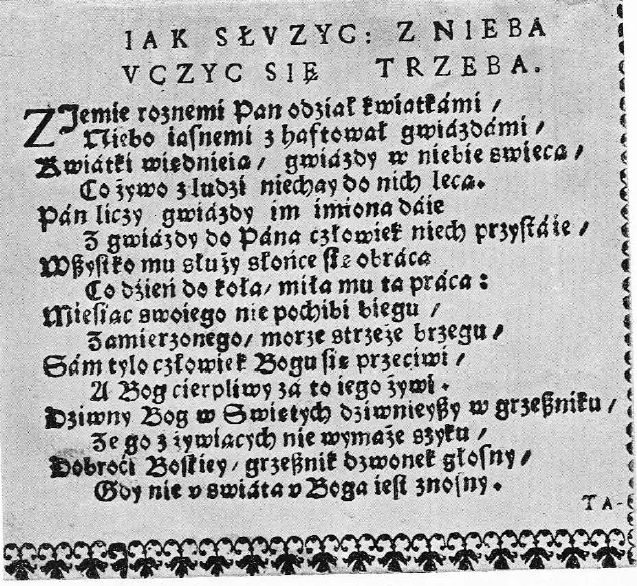
«Lutnia Apollina»

Архиепископ Лаза́рь (в миру Лука́ Васи́льевич Барано́вич; предпол. 1616 или 1620, Речь Посполитая — 3 (13) сентября 1693, Чернигов, Войско Запорожское, Русское царство) — православный политический и литературный деятель, внесший значительный вклад в развитие культуры украинского казацкого барокко. Архиепископ Черниговский и Новгород-Северский, местоблюститель Киевской митрополии, ректор и игумен Братского училищного монастыря, ректор Киево-Кирилловского монастыря, основатель первой Черниговской типографии.

## Биография
Родился в 1616 году в Речи Посполитой, предположительно, в семье Василия и Марии Барановичей, принадлежавших к шляхте герба Сырокомля. Предки Барановича были православными выходцами из ВКЛ.
Учился в школе Киевского братского Богоявленского монастыря, Виленской академии (Вильнюс) и Калишском иезуитском коллегиуме (Калиш).
С начала 1640-х годов преподавал в Киево-Могилянской коллегии, а с 1650 г. — её ректор и игумен Братского училищного монастыря, с 1651 или 1652 г. — и Киево-Кирилловского монастыря.
В 1651 году, по причине сложной военно-политической обстановки, оставил академию и проживал в монастырях Киево-Кирилловском, Купятинском и Дятеловецком (возле Пинска).
В 1653 году заведовал Елецким монастырём Черниговской епархии.
В 1655 либо нач. 1656 г. привез в Киевский Софийский собор Купятитскую икону Божьей Матери.
8 марта 1657 года в Яссах митрополитом Гедеоном Молдавским рукоположен в епископа Черниговского, поскольку старый архиепископ Черниговский Зосима был жив, поселился в Новгород-Северском Преображенском монастыре, и до смерти Зосимы в Черниговской епархии было два епископа.
Был местоблюстителем Киевской митрополии с апреля по декабрь 1657 года, с октября 1659 года по май 1661 года, с 1669 года по 1676 год.
8 сентября 1667 года возведён в сан архиепископа.
Участвовал в работе Московского Собора 1666—1667 годов, который осудил патриарха Никона и рассматривал вопрос о подчинении Киевской митрополии Московскому патриархату.
В Новгород-Северском основал типографию, переведенная в 1679 г. в Чернигов.
Лазарь Баранович был владельцем многих сёл Черниговского, Нежинского и прочих полков (получал универсалы от Самойловича, а также получил подтверждение на все владения от Петра I в 1688 году) Например, деньги которые он получал от мельниц, были использованы для издательства «Труби словес проводуючих».
В 1674 года основал книгоиздательство (Черниговское книгоиздательство) при Спасо-Преображенском монастыре в Новгород-Северске, а в 1679 года перенёс его в Чернигов.
В 1692 году уволен на покой.
Умер 3 (13) сентября 1693 года. Похоронен в Черниговском Борисоглебском монастыре.

## Сочинения
Одни из наиболее известных его произведений:
- Меч духовный (1666, 1668 г.) Оцифрованное издание 1666 года, типография Киево-Печеской лавры.
- Трубы словесъ проповѣдныхъ (1674, 1679 г.). Оцифрованное издание 1674 года, типография Киево-Печеской лавры.
- «Лютня Аполлонова» («Lutnia Apollinowa każdey sprawie gotowa». — Киев, 1671). Сборник, среди прочего, содержит шесть эпитафий в честь митрополита Петра Могилы[2].
- «Новая мера старой веры» («Nowa miara starey wiary», 1676) Оцифрованная рукописная копия
- Письма. — Чернигов, 1865
- «Життя святих»,
- «Вінець божої матері»
- Киевская городская библиотека. сочинения Лазаря Барановича